# Ліпінкі (Свецький повіт)
Ліпінкі (пол. Lipinki) — село в Польщі, у гміні Варлюбе Свецького повіту Куявсько-Поморського воєводства.
Населення — 493 особи (2011).
У 1975-1998 роках село належало до Бидгощського воєводства.

## Демографія
Демографічна структура станом на 31 березня 2011 року:
|          | Загалом | Допрацездатний вік | Працездатний вік | Постпрацездатний вік |
| -------- | ------- | ------------------ | ---------------- | -------------------- |
| Чоловіки | 237     | 43                 | 174              | 20                   |
| Жінки    | 256     | 66                 | 143              | 47                   |
| Разом    | 493     | 109                | 317              | 67                   |